# Gumbsheim
Gumbsheim település Németországban, Rajna-vidék-Pfalz tartományban. Lakosainak száma 606 fő (2023. december 31.).

## Népesség
A település népességének változása:
| Lakosok száma | 203  | 601  | 598  | 624  | 616  | 606  |
|               | 1975 | 2017 | 2019 | 2021 | 2022 | 2023 |